# Mont-Vully
Pour les articles homonymes, voir Vully.
Cet article concerne la commune fribourgeoise. Pour la montagne qui lui a donné son nom, voir Mont Vully.
Cet article concerne la commune fribourgeoise. Pour le site archéologique, voir Mont Vully (site archéologique).
Mont-Vully est une commune suisse du canton de Fribourg, située dans le district du Lac.

## Histoire
La commune a été créée le 1er janvier 2016 à la suite de la fusion des anciennes communes de Bas-Vully et de Haut-Vully. Elle a été nommée en référence au Mont Vully, qui se trouve sur son territoire.

## Géographie
Mont-Vully est limitrophe de Galmiz et de Morat dans le canton de Fribourg, ainsi que de Cudrefin et de Vully-les-Lacs dans le canton de Vaud et d'Anet dans le canton de Berne.

## Localités
Mont-Vully comprend les localités suivantes avec leur code postal et leur ancienne commune avant la fusion :
| Localité | NPA  | Ancienne commune |
| -------- | ---- | ---------------- |
| Lugnorre | 1789 | Haut-Vully       |
| Môtier   | 1787 | Haut-Vully       |
| Mur (FR) | 1787 | Haut-Vully       |
| Nant     | 1786 | Bas-Vully        |
| Praz     | 1788 | Bas-Vully        |
| Sugiez   | 1786 | Bas-Vully        |

La commune comprend également les hameaux de Guévaux (FR) et Joressens qui faisaient partie de l'ancienne commune de Haut-Vully.